# Deux-Grosnes

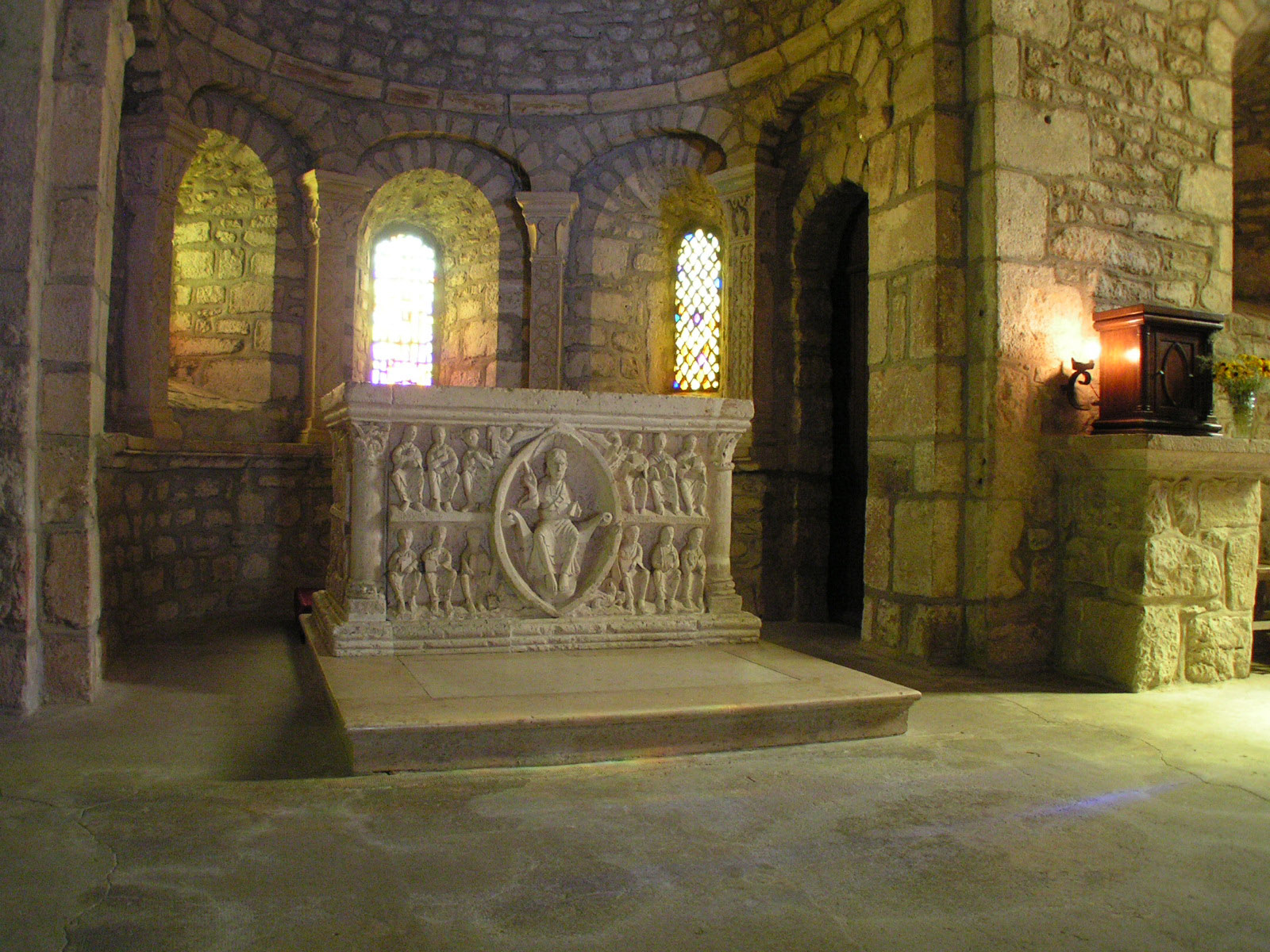
Apsis und Altar der Kirche von Avenas

Deux-Grosnes ist eine nach zwei kleinen Bächen (Grosne Orientale und Grosne Occidentale) benannte französische Gemeinde im Beaujolais mit 1.923 Einwohnern (Stand: 1. Januar 2022) im Département Rhône in der Region Auvergne-Rhône-Alpes. Sie gehört zum Arrondissement Villefranche-sur-Saône und zum Kanton Thizy-les-Bourgs.
Deux-Grosnes entstand als neue Großgemeinde (Commune nouvelle) mit Wirkung vom 1. Januar 2019 durch die Zusammenlegung der bisherigen Gemeinden Monsols, Avenas, Ouroux, Saint-Christophe, Saint-Jacques-des-Arrêts, Saint-Mamert und Trades, die jeweils in der neuen Gemeinde den Status einer Commune déléguée haben. Der Verwaltungssitz befindet sich im Ort Monsols.

## Gliederung
| Ortsteil                    | ehemaliger INSEE-Code | Fläche (km²) | Einwohnerzahl zum 1. Januar 2022 |
| --------------------------- | --------------------- | ------------ | -------------------------------- |
| Monsols (Verwaltungssitz)00 | 69135                 | 19,82        | 921                              |
| Avenas                      | 69015                 | 09,49        | 126                              |
| Ouroux                      | 69150                 | 21,06        | 336                              |
| Saint-Christophe            | 69185                 | 14,62        | 229                              |
| Saint-Jacques-des-Arrêts    | 69210                 | 07,47        | 119                              |
| Saint-Mamert                | 69224                 | 03,21        | 074                              |
| Trades                      | 69251                 | 07,93        | 118                              |

## Lage
Die Orte der Gemeinde Deux-Grosnes liegen im Mittel etwa 35 km (Fahrtstrecke) südwestlich von Mâcon im Norden des Weinbaugebiets Beaujolais Villages in Höhen von 400 bis 600 m. Höchster Berg der Region ist der ca. 1010 m hohe Mont Saint-Rigaud.
Nachbargemeinden sind
- Saint-Bonnet-des-Bruyères im Nordwesten,
- Saint-Pierre-le-Vieux, Saint-Léger-sous-la-Bussière, Tramayes und Germolles-sur-Grosne im Norden,
- Cenves und Jullié im Nordosten,
- Vauxrenard im Osten,
- Chiroubles, Villié-Morgon, Régnié-Durette und Lantignié im Südosten,
- Les Ardillats und Beaujeu im Süden,
- Propières im Südwesten,
- Saint-Igny-de-Vers im Westen.

## Sehenswürdigkeiten
Neben der reizvollen Hügellandschaft bietet der Ort Avenas die eindrucksvoll schlichte Kirche Notre-Dame-de-l’Assomption mit einem außergewöhnlichen romanischen Altar. Die Kirchen der meisten anderen Orte haben ebenfalls mittelalterliche Ursprünge.